# Mitsuko Funakoshi
Mitsuko Funakoshi –en japonés: 船越光子, Funakoshi Mitsuko– (19 de abril de 1974) es una deportista japonesa que compitió en lucha libre. Ganó tres medallas en el Campeonato Mundial de Lucha entre los años 1992 y 1995.

## Palmarés internacional
| Campeonato Mundial | Campeonato Mundial | Campeonato Mundial | Campeonato Mundial |
| Año                | Lugar              | Medalla            | Categoría          |
| ------------------ | ------------------ | ------------------ | ------------------ |
| 1992               | Lyon (Francia)     | Medalla de plata   | 75 kg              |
| 1994               | Sofía (Bulgaria)   | Medalla de oro     | 75 kg              |
| 1995               | Moscú (Rusia)      | Medalla de plata   | 75 kg              |